# 中部軍 (日本軍)
中部軍（ちゅうぶぐん）は、大日本帝国陸軍の軍の一つで、1940年から1945年まで、中部地方西部・近畿地方・中国地方東部にまたがる中部軍管区の防衛と徴兵・動員などの業務にあたった。前身は1937年（昭和12年）に発足した中部防衛司令部である。1945年（昭和20年）2月11日に、作戦部隊を第15方面軍に、その他を中部軍管区部隊にと分け、廃止になった。
現在の陸上自衛隊中部方面隊に相当する。

## 沿革
中部防衛司令部は、中部防空管区の広域防空を計画・指揮する限られた権限の組織であった。1940年（昭和15年）8月、東部・中部・西部の各防衛司令部を東部・中部・西部軍司令部に改称し、防空に限らず、中部軍管区の防衛と、徴兵・動員などの業務を担わせることとなった。
なお、1941年（昭和16年）7月、これらの軍司令部を広域防衛の見地から一元指揮する為に防衛総司令部を置き、1944年（昭和19年）に指揮のみでなく統率もするものとしたが、1945年（昭和20年）には、第1総軍・第2総軍に改編し完全な統率機関とした。（ただし、北部軍については1943年（昭和18年）北方軍に、1944年第5方面軍に改編、第1総軍や第2総軍とは別の体系とした。）
司令部庁舎は旧大阪市立博物館で、現存している。

## 中部軍の人事

### 歴代司令官
中部軍司令官
- 岩松義雄 中将：1940年（昭和15年）8月1日 -
- 藤井洋治 中将：1941年（昭和16年）6月20日 -
- 後宮淳 大将：1942年（昭和17年）8月17日 -
- 飯田祥二郎 中将：1944年（昭和19年）2月21日 -
- 河辺正三 中将：1944年（昭和19年）12月1日 - 1945年（昭和20年）2月1日

### 歴代参謀長
中部軍参謀長
- 青木成一 少将：1940年（昭和15年）8月1日 -
- 末藤知文 少将：1941年（昭和16年）8月25日 -
- 国武三千雄 少将：1942年（昭和17年）12月2日 - 1945年（昭和20年）2月1日

### 歴代兵器部長
中部軍兵器部長
- 番行善 少将：1940年（昭和15年）8月1日 - 1942年（昭和17年）12月1日[1]
- 辻演武 少将：1942年（昭和17年）12月1日 - 1945年（昭和20年）1月20日[2]
- 宮尾幹 大佐：1945年（昭和20年）1月20日[3] - 1945年（昭和20年）1月29日[4]

### 歴代経理部長
中部軍経理部長
- 佐藤勇助 主計中将：1944年（昭和19年）2月1日 - 1945年（昭和20年）1月29日[5]

## 部隊編成
中部軍司令部
第53師団
第54師団
留守第3師団
留守第4師団
第63独立歩兵団
第64独立歩兵団
中部防空旅団